# Horloge Laima
Pour les articles homonymes, voir Laima (homonymie).
L’horloge Laima ( letton : Laimas pulkstenis    ) est un point de repère au  centre de Riga, en Lettonie. Son emplacement  entre la vieille ville et le quartier commercial du centre l 'a  fait un point de repère de la ville.

## Histoire
L'horloge a été achevée en 1924 et s'appelait initialement La grange Horloge ( Lielais pulkstenis ), mais a commencé à porter le nom de la société de confiserie Laima en 1936. Pendant la RSS de Lettonie, il a été utilisé comme stand d'information politique. En 1999, l'horloge Laima a été entièrement reconstruite et sa conception d'origine restaurée. Le 12 décembre 2012 à 12h00, l'horloge a sonné pour la première fois depuis son installation.
À partir du 27 novembre 2017, l'horloge a été reconstruite à nouveau. La nouvelle horloge de style conçue par Arvis Sproģis a été dévoilée le 29 décembre 2017. La reconstruction a coûté 106 000 euros au total et a été prise en charge par Orkla Group en cadeau pour le 100e anniversaire de la République de Lettonie .